# اوئه، یاماگاتا
اوئه، یاماگاتا (به لاتین: Ōe, Yamagata) یک منطقهٔ مسکونی در ژاپن است که در Nishimurayama District واقع شده‌است. اوئه ۱۵۳٫۹۲ کیلومترمربع مساحت و ۸٬۷۲۱ نفر جمعیت دارد.